# Année politique suisse

Logo

Année politique suisse – Schweizerische Politik war ein gedrucktes Jahrbuch und ist eine Online-Plattform zur schweizerischen Politik auf Kantons- und Bundesebene (ISSN 0066-2372).
Das Jahrbuch erschien seit 1966 (zum Jahr 1965) und wurde vom Institut für Politikwissenschaft der Universität Bern herausgegeben. Es war teils deutsch, teils französisch abgefasst.
2016, im 50. Erscheinungsjahr, wurde bekannt gegeben, dass das Jahrbuch nicht mehr auf Papier veröffentlicht werde, die Informationen aber weiterhin auf einer kostenfreien Plattform im Internet zugänglich seien, die eine aktuellere Berichterstattung erlaube. Zweitens würden innerhalb der und über die einzelnen Politikfelder hinweg beliebig kombinierbare, benutzerdefinierte Suchabfragen (z. B. nach Akteuren, Instrumenten, Themen und Schlagworten) ermöglicht, was eine wesentlich strukturiertere Suche zulasse. Neben politischen Geschäften fasst die Website Studien und Statistiken zusammen und stellt die Beiträge aus den bisherigen Jahrbüchern zur Verfügung. Die Informationsplattform SWI swissinfo.ch beschrieb diese Umstellung so: «Damit hat die Année Politique das Potenzial, sich von einer Wissenschaftspublikation zu einem Polit-Wikipedia zu entwickeln.»
Seit 2019 verfasst Année Politique Suisse zusammenfassende Jahresrückblicke für jedes thematische Kapitel sowie eine Kurzübersicht über die wichtigsten politischen und gesellschaftspolitischen Ereignisse eines Jahres.
Im August 2023 wurde ein Rückblick auf Legislatur 2019 bis 2023 veröffentlicht.